# قائمة البعثات الدبلوماسية القطرية

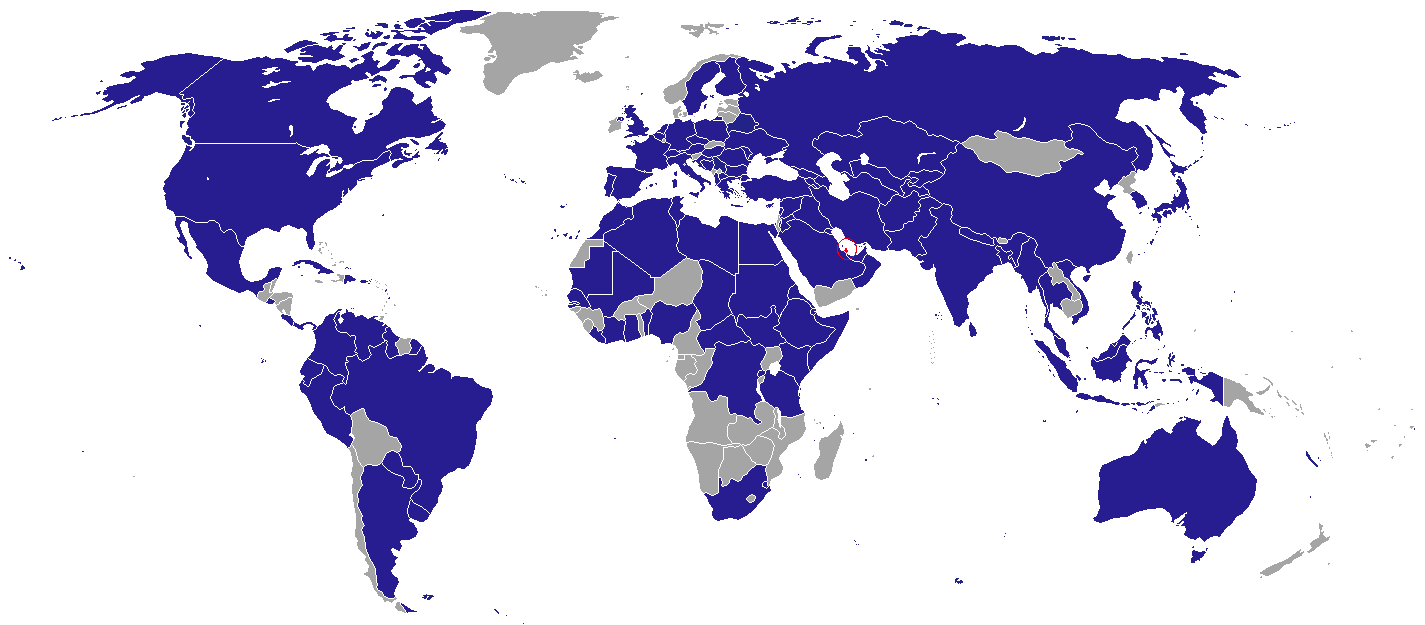
البعثات الدبلوماسية القطرية

هذه قائمة بالبعثات الدبلوماسية القطرية. منذ أن نالت قطر استقلالها عام 1971، أصبح لديها شبكة واسعة من البعثات الدبلوماسية.

## أفريقيا

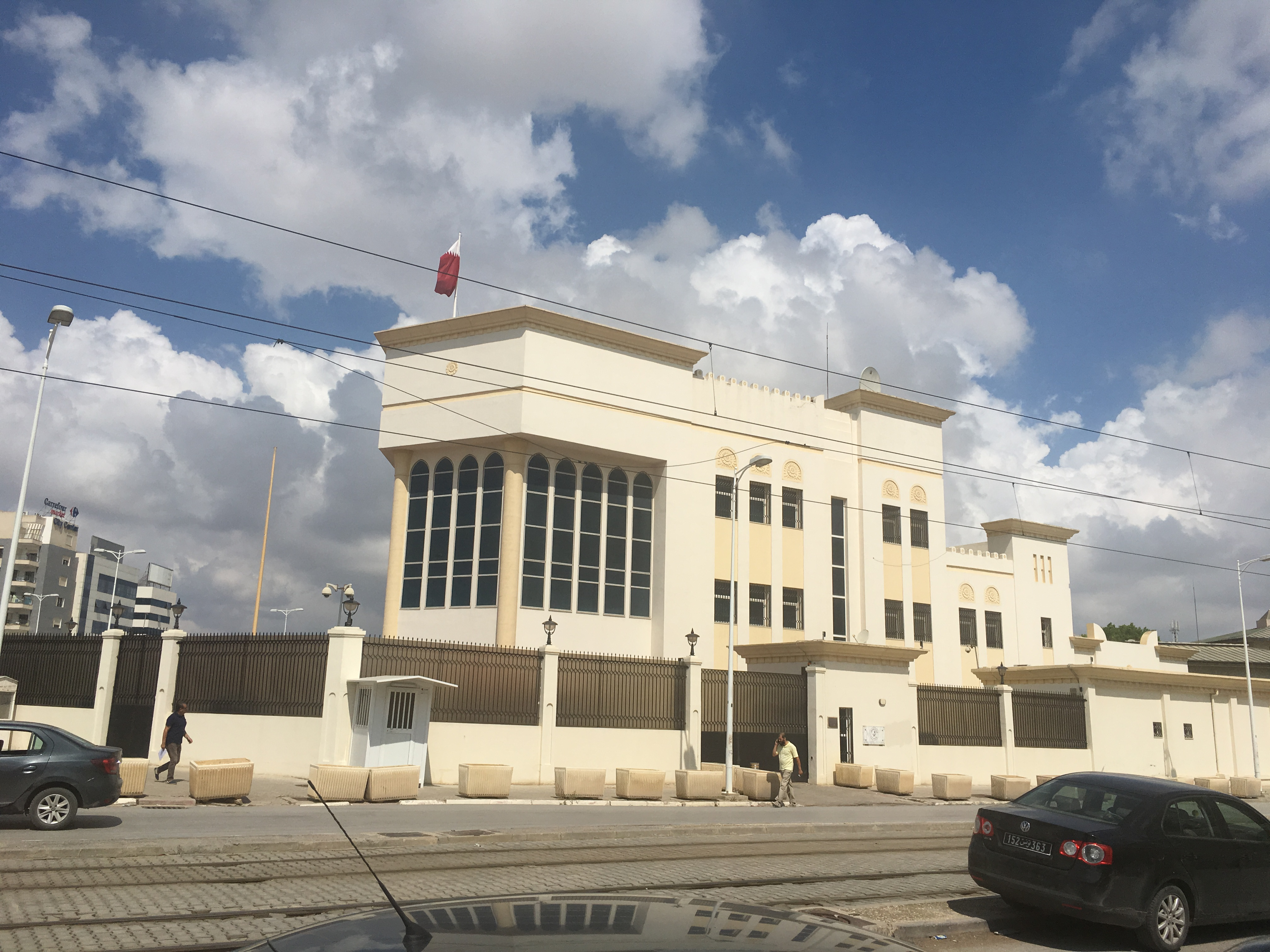
سفارة قطر في تونس.

- الجزائر
  - الجزائر (سفارة)
- بنين
  - بورتو نوفو (سفارة)
- جمهورية أفريقيا الوسطى
  - بانغي (سفارة)
- تشاد
  - نجامينا (سفارة)
- جيبوتي
  - جيبوتي (سفارة)
- مصر
  - القاهرة (سفارة)
- إريتريا
  - أسمرة (سفارة)
- إثيوبيا
  - أديس أبابا (سفارة)
- غامبيا
  - بانجول (سفارة)
- كينيا
  - نيروبي (سفارة)
- ليبيريا
  - مونروفيا (سفارة)
- ليبيا
  - طرابلس (سفارة)
  - بنغازي (قنصلية عامة)
- موريتانيا
  - نواكشوط (سفارة)
- المغرب
  - الرباط (سفارة)
- نيجيريا
  - أبوجا (سفارة)
- السنغال
  - داكار (سفارة)
- الصومال
  - مقديشو (سفارة)
- جنوب أفريقيا
  - بريتوريا (سفارة)
- جنوب السودان
  - جوبا (سفارة)
- السودان
  - الخرطوم (سفارة)
- سوازيلاند
  - مبابان (سفارة)
- تنزانيا
  - دار السلام (سفارة)
- تونس
  - تونس (سفارة)

## الأمريكتين

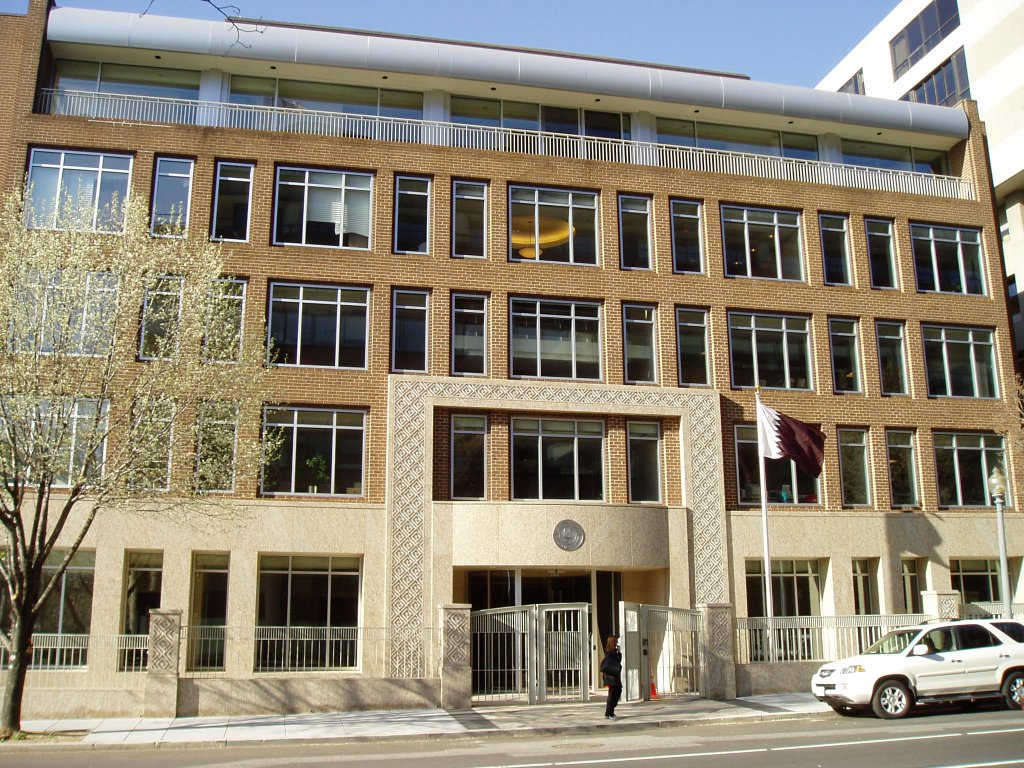
السفارة القطرية في واشنطن العاصمة

- الأرجنتين
  - بوينس آيرس (سفارة)
- البرازيل
  - برازيليا (سفارة)
- كندا
  - أوتاوا (سفارة)
- كوستاريكا
  - سان خوسيه (سفارة)
- كوبا
  - هافانا (سفارة)
- جمهورية الدومينيكان
  - سانتو دومينغو (سفارة)
- الإكوادور
  - كيتو (سفارة)
- إلسالفادور
  - سان سالفادور (سفارة)
- المكسيك
  - مدينة مكسيكو (سفارة)
- بنما
  - مدينة بنما (سفارة)
- باراغواي
  - أسونسيون (سفارة)
- بيرو
  - ليما (سفارة)
- الولايات المتحدة
  - واشنطن العاصمة (سفارة)
  - هيوستن (قنصلية عامة)
  - نيويورك (قنصلية عامة)
- أوروغواي
  - مونتيفيديو (سفارة)
- فنزويلا
  - كاراكاس (سفارة)

## آسيا

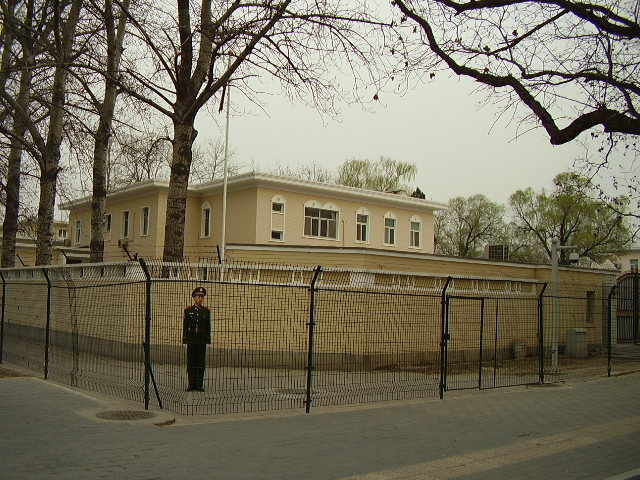
السفارة القطرية في بكين

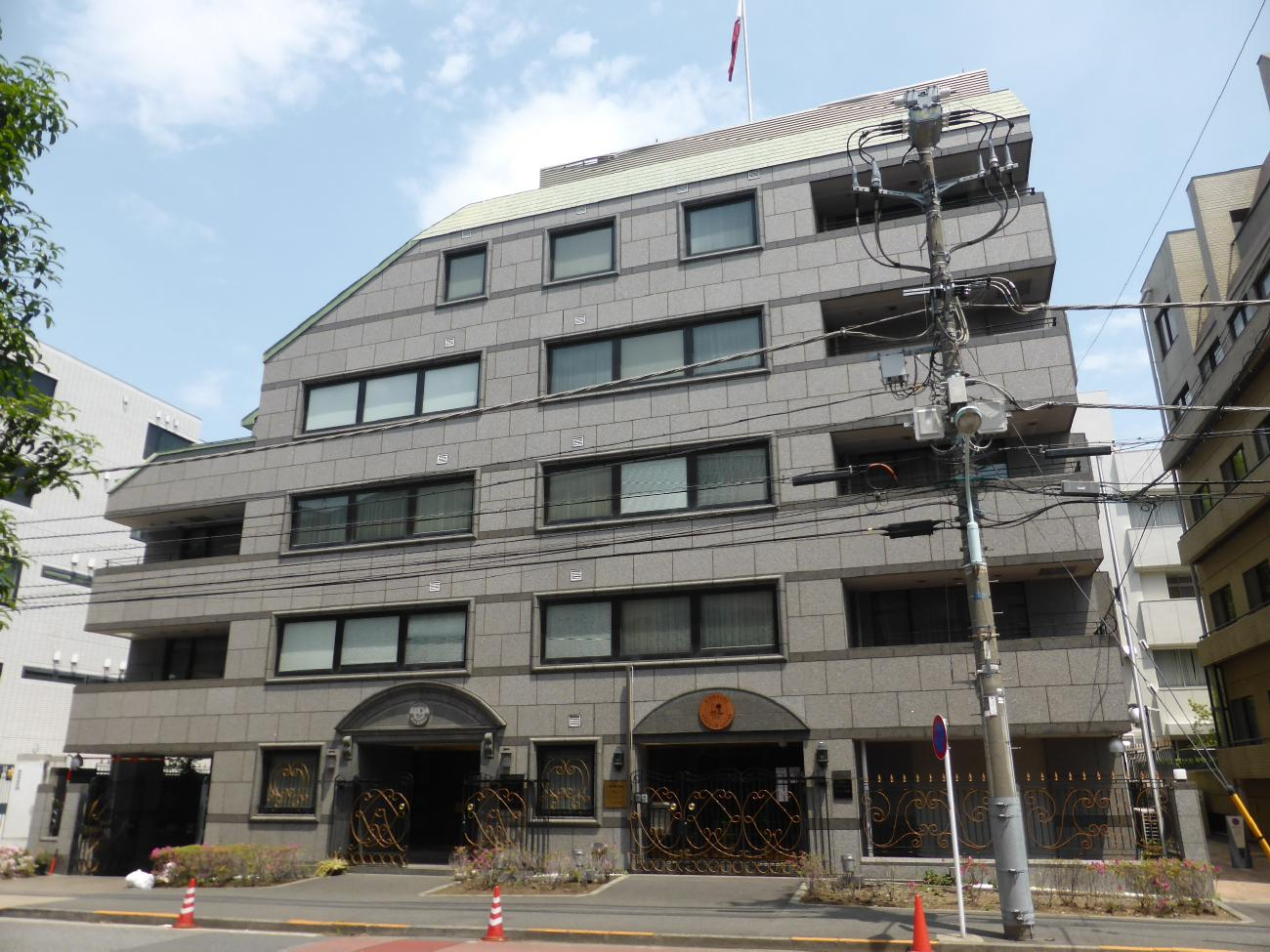
السفارة القطرية في طوكيو

- أذربيجان
  - باكو (سفارة)
- البحرين
  - المنامة (سفارة)
- بنغلادش
  - داكا (سفارة)
- بروناي
  - بندر سري بكاوان (سفارة)
- بورما
  - يانغون (سفارة)
- الصين
  - بكين (سفارة)
  - هونغ كونغ (قنصلية عامة)
  - قوانغتشو (قنصلية عامة)
- جورجيا
  - تبليسي (سفارة)
- الهند
  - نيودلهي (سفارة)
  - مومباي (قنصلية عامة)
- إندونيسيا
  - جاكارتا (سفارة)
- إيران
  - طهران (سفارة)
- العراق
  - بغداد (سفارة)
- اليابان
  - طوكيو (سفارة)
- الأردن
  - عمان (سفارة)
- كازاخستان
  - أستانا (سفارة)
- كوريا الجنوبية
  - سيئول (سفارة)
- الكويت
  - مدينة الكويت (سفارة)
- قيرغيزستان
  - بيشكك (سفارة)
- لبنان
  - بيروت (سفارة)
- ماليزيا
  - كوالالمبور (سفارة)
- نيبال
  - كاتماندو (سفارة)
- عمان
  - مسقط (سفارة)
- باكستان
  - إسلام آباد (سفارة)
  - كراتشي (قنصلية عامة)
- فلسطين
  - غزة (مكتب تمثيلي)
- الفلبين
  - مانيلا (سفارة)
- السعودية
  - الرياض (سفارة)
  - جدة (قنصلية عامة)
- سنغافورة
  - سنغافورة (سفارة)
- سريلانكا
  - كولومبو (سفارة)
- سوريا
  - دمشق (سفارة)
- طاجيكستان
  - دوشنبه (سفارة)
- تايلاند
  - بانكوك (سفارة)
- تركيا
  - أنقرة (سفارة)
  - إسطنبول (قنصلية عامة)
- الإمارات العربية المتحدة
  - أبوظبي (سفارة)
  - دبي (قنصلية عامة)
- فيتنام
  - هانوي (سفارة)
- اليمن
  - صنعاء (سفارة)

## أوروبا
- ألبانيا
  - تيرانا (سفارة)
- النمسا
  - فيينا (سفارة)
- بلجيكا
  - بروكسل (سفارة)
- البوسنة والهرسك
  - ساراييفو (سفارة)
- بلغاريا
  - صوفيا (سفارة)
- كرواتيا
  - زغرب (سفارة)
- قبرص
  - نيقوسيا (سفارة)
- فرنسا
  - باريس (سفارة)
- ألمانيا
  - برلين (سفارة)

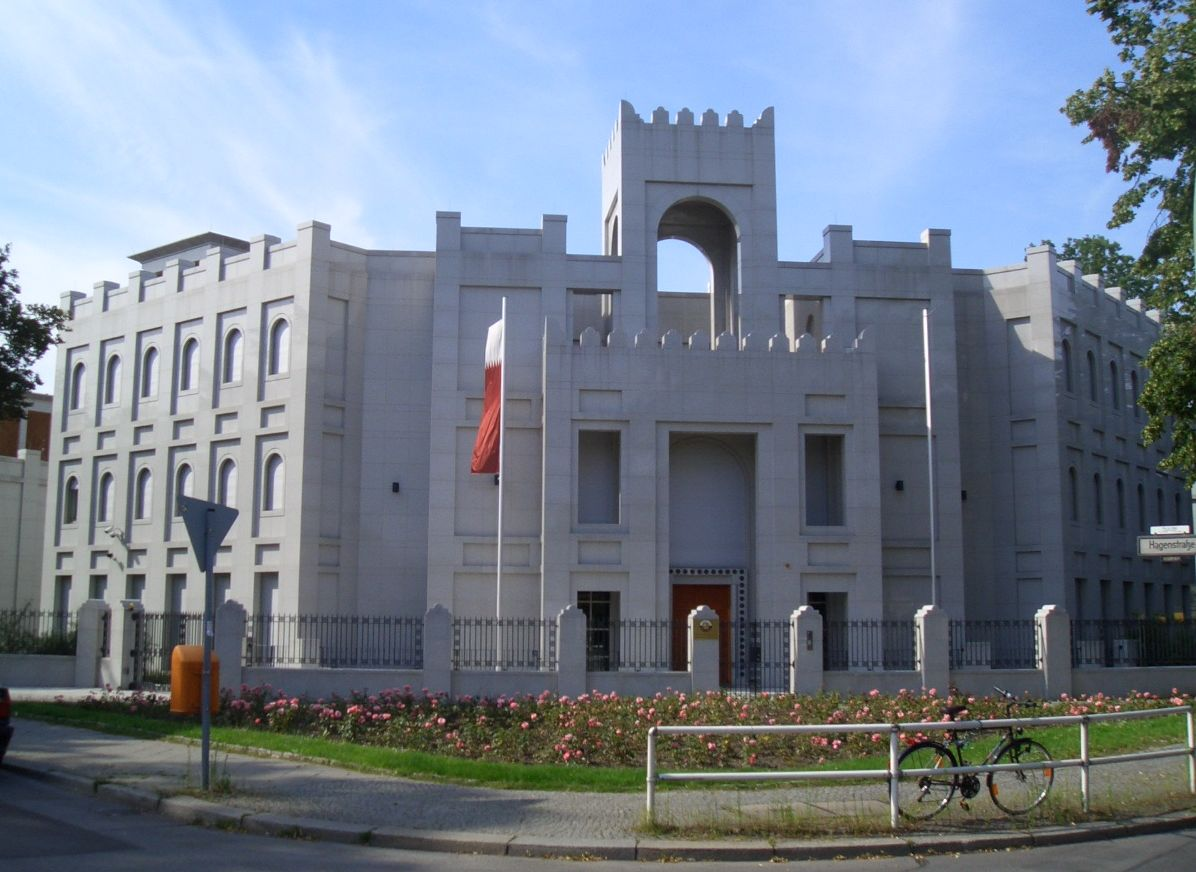
السفارة القطرية في برلين

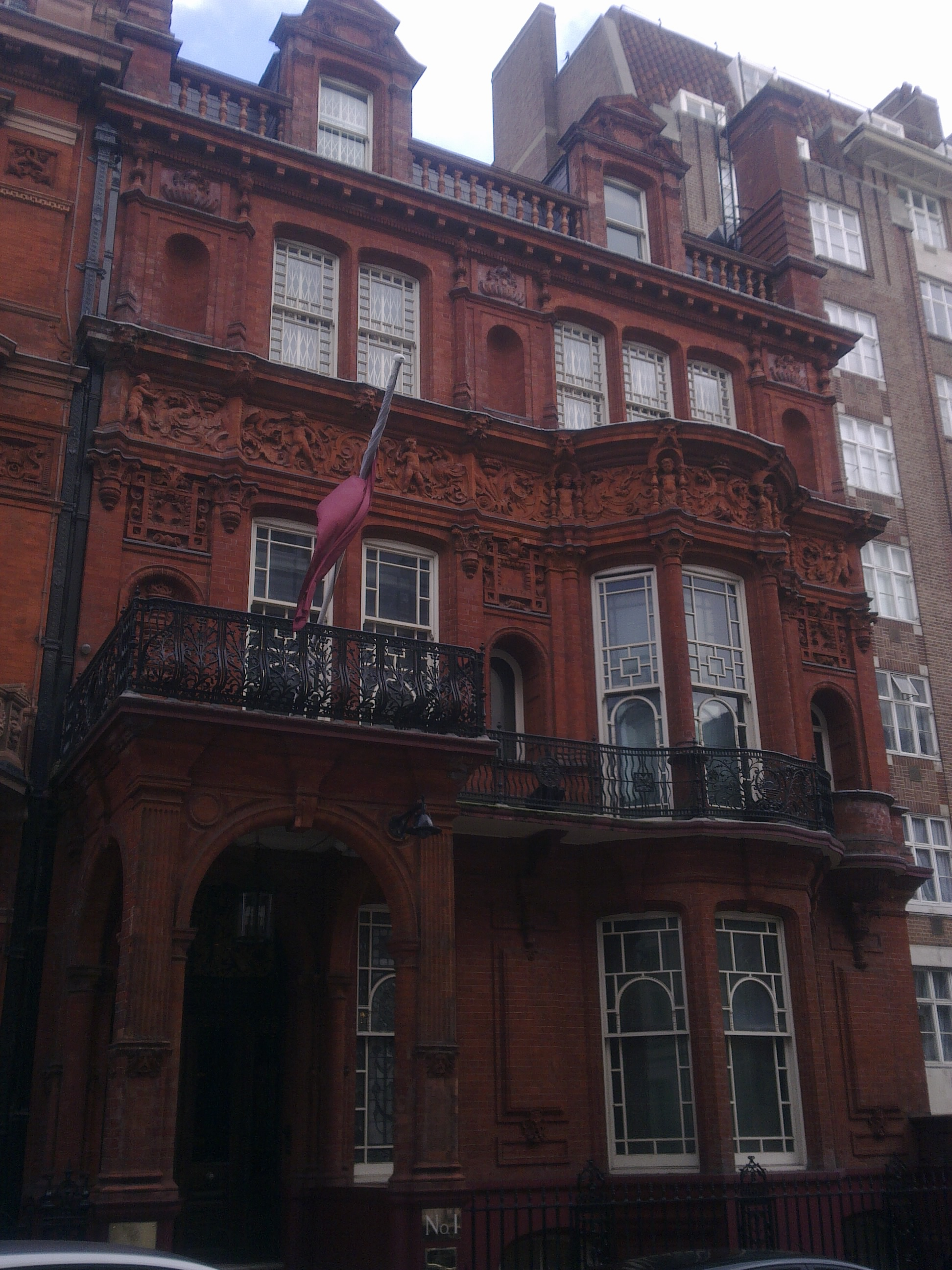
السفارة القطرية في لندن

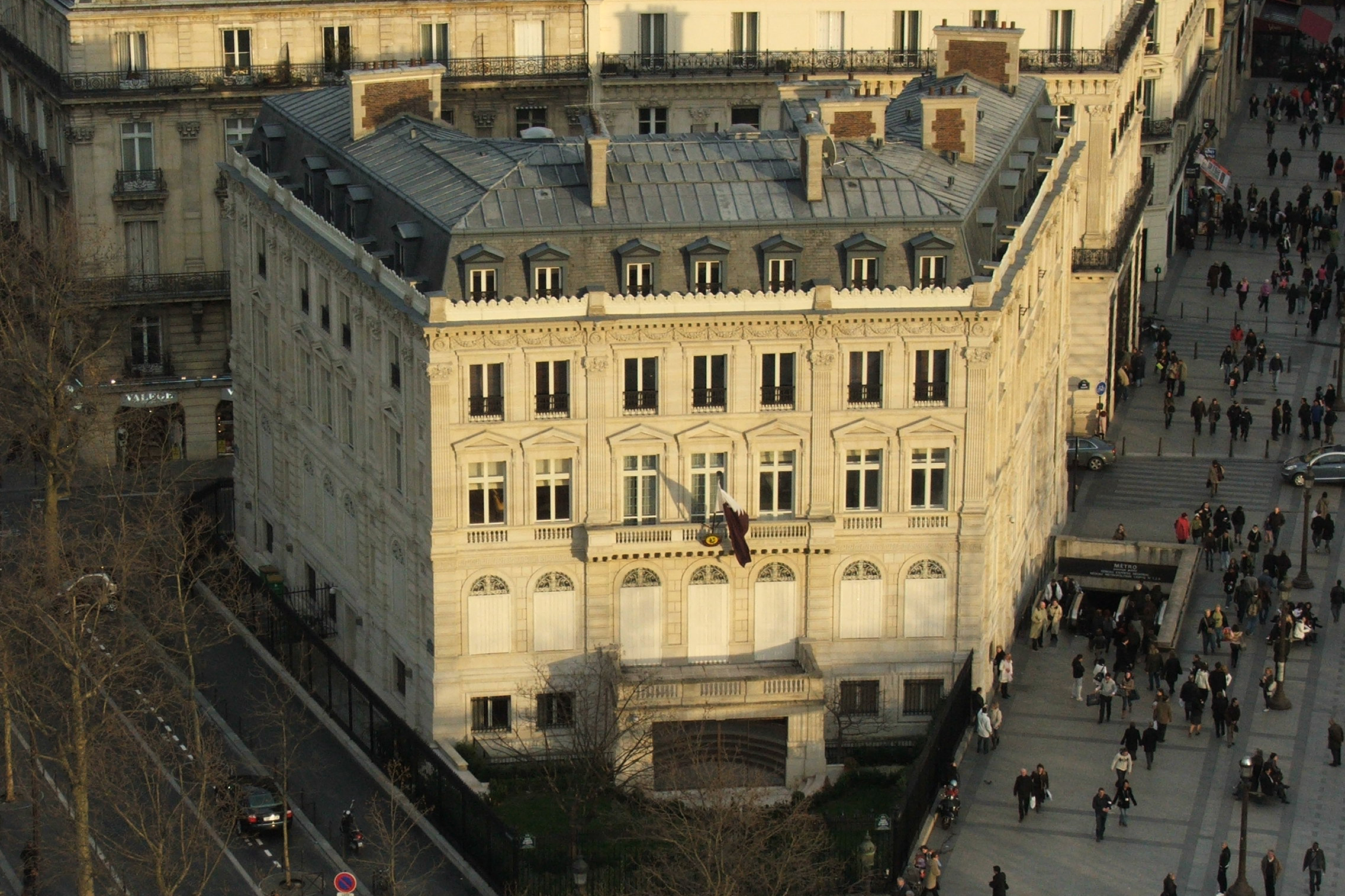
السفارة القطرية في باريس

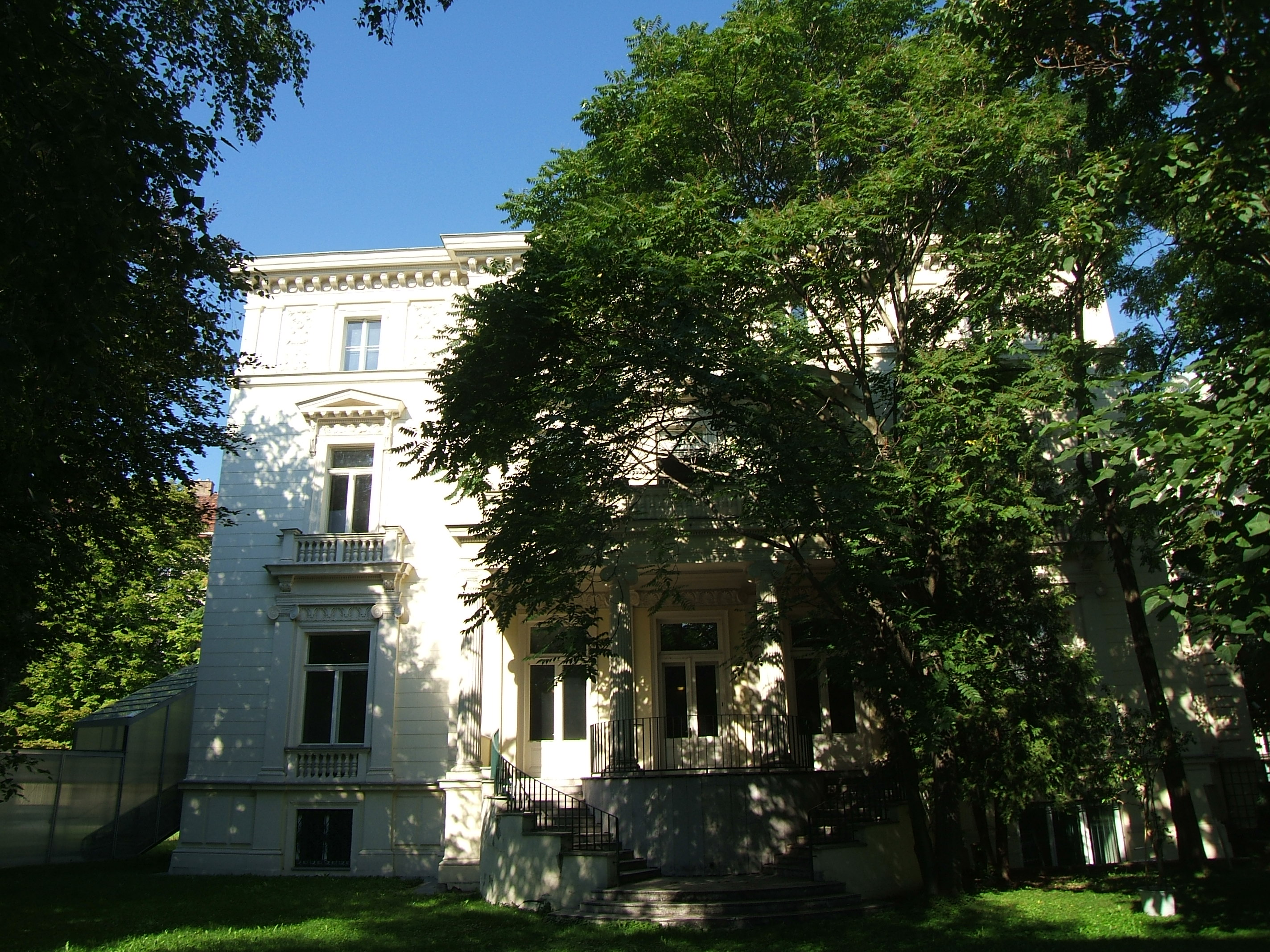
السفارة القطرية في فيينا

  - بون (مكتب فرعي للسفارة: مكتب طبي)
- اليونان
  - أثينا (سفارة)
- المجر
  - بودابست (سفارة)
- إيطاليا
  - روما (سفارة)
- مقدونيا
  - سكوبيه (سفارة)
- مولدوفا
  - كيشيناو (سفارة)
- هولندا
  - لاهاي (سفارة)
- بولندا
  - وارسو (سفارة)
- البرتغال
  - لشبونة (سفارة)
- رومانيا
  - بوخارست (سفارة)
- روسيا
  - موسكو (سفارة)
- صربيا
  - بلغراد (سفارة)
- إسبانيا
  - مدريد (سفارة)
- السويد
  - ستوكهولم (سفارة)
- سويسرا
  - برن (سفارة)
- أوكرانيا
  - كييف (سفارة)
- المملكة المتحدة
  - لندن (سافرة)

## أوقيانوسيا
- أستراليا
  - كانبرا (سفارة)

## منظمات متعددة الأطراف
- القاهرة (بعثة دائمة لدى جامعة الدول العربية)
- بروكسل (تمثيل دائم لدى الاتحاد الأوروبي)
- جنيف (بعثة دائمة لدى الأمم المتحدة ومنظمات دولية أخرى)
- نيويورك (بعثة دائمة لدى الأمم المتحدة)

## روابط خارجية
1. ↑  "معلومات عن قائمة البعثات الدبلوماسية القطرية على موقع id.loc.gov". id.loc.gov. مؤرشف من الأصل في 2020-10-27.

- وزارة الخارجية - قطر